# Aeroportul Corn Island
Aeroportul Corn Island (IATA: RNI, ICAO: MNCI) este un aeroport din Corn Islands⁠(d), Regiunea Autonomă a Atlanticului de Sud, Nicaragua. Aeroportul a fost tranzitat în 2015 de 62.200 de pasageri.
Situat la o altitudine de 4 m, aeroportul dispune de o singură pistă.